# Скотт, Генри, 3-й герцог Баклю

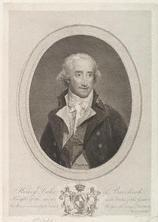
3-й герцог Баклю, портрет Филиппа Одине, 1798 год

Герб Генри Скотта, 3-го герцога Баклю

Генри Скотт, 3-й герцог Баклю и 5-й герцог Куинсберри (2 сентября 1746 — 11 января 1812) — шотландский аристократ и землевладелец. Давний друг сэра Вальтера Скотта. Предок по отцовской линии принцессы Алисы, герцогини Глостерской, и её сыновей, принца Уильяма Глостерского и принца Ричарда, герцога Глостерского.
Большая часть земель и богатств семьи была накоплена во время пребывания Генри на посту герцога. Он объединил фамилии «Монтегю» и «Дуглас» с фамилией Скотт, чтобы сформировать незаписанную составную фамилию «Монтегю Дуглас Скотт».

## Ранняя жизнь

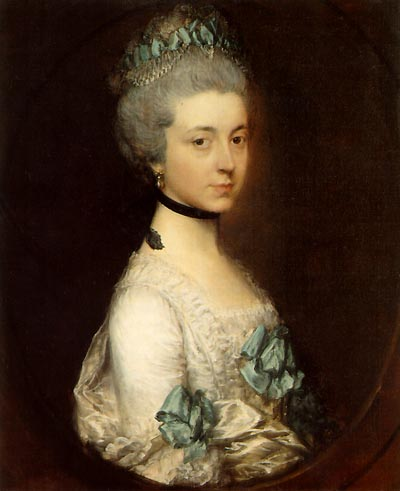
Герцогиня Баклю, портрет Томаса Гейнсборо, 1767 год

Родился 2 сентября 1746 года. Второй сын Френсиса Скотта, графа Далкита (1721—1750), и его жены Кэролайн Кэмпбелл (1717—1794) , дочери фельдмаршала Джона Кэмпбелла, 2-го герцога Аргайла. Внук по отцовской линии Френсиса Скотта, 2-го герцога Баклю (1695—1751). Он был крещен 29 сентября 1746 году в церкви Святого Георгия, Ганновер-сквер, Лондон, Англия. Его отец, Фрэнсис Скотт умер от оспы в возрасте 29 лет, всего лишь за год до смерти деда Генри, Фрэнсиса Скотта, 2-й герцог Баклю.
22 апреля 1751 года после смерти своего деда, Френсиса Скотта, 2-го герцога Баклю, 4-летний Генри Скотт унаследовал титул 3-го герцога Баклю и остальные родовые титулы.
Получив образование в Итонском колледже через своего отчима Чарльза Таунсенда, Генри получил возможность путешествовать за границу с Адамом Смитом в качестве своего наставника с 1764 по 1766 год. Герцог всю жизнь дружил со Смитом, и ему приписывают то, что он вытащил его из скорлупы.

## Брак и семья
2 мая 1767 года Генри Скотт женился на леди Элизабет Монтегю (29 мая 1743 — 21 ноября 1827), старшей дочери леди Мэри Монтегю (1711—1775) и Джорджа (Браденелла) Монтегю, 1-го герцога Монтегю (1712—1790). Супруги поженились в Монтегю-хаусе, Уайтхолл, Лондон. Дедушкой и бабушкой Элизабет по материнской линии были, соответственно, сэр Джон Монтегю, 2-й герцог Монтегю (1690—1749), и леди Мэри Черчилль (1689—1729), и Джордж Бруденелл, 3-й граф Кардиган (1685—1732), и леди Элизабет Брюс (1689—1745). Двумя её прадедами по материнской линии были Джон Черчилль, 1-й герцог Мальборо (1650—1722), и леди Сара Дженингс (позже Черчилль).
У Генри и Елизаветы было семеро детей:
- Леди Элизабет Скотт (? — 29 июня 1837), вышла замуж в 1798 году за Александра Хьюма, 10-го графа Хьюма (1769—1841)[3]
- Джордж Скотт, граф Далкит (25 марта 1768 — 29 мая 1768)[4]
- Леди Мэри Скотт (21 мая 1769 — 21 апреля 1823), вышла замуж в 1791 году за Джеймса Стопфорда, 3-го графа Кортауна (1765—1835)[3]
- Сэр Чарльз Уильям Генри Монтегю Скотт, 4-й герцог Баклю и 6-й герцог Куинсберри (24 мая 1772- 20 апреля 1819)[3]
- Леди Кэролайн Скотт (6 июля 1774 — 29 апреля 1854), вышла замуж в 1803 году за Чарльза Дугласа, 6-го маркиза Куинсберри (1777—1837)[3]
- Генри Джеймс Монтегю Скотт, 2-й барон Монтегю из Боутона (16 декабря 1776 — 30 октября 1845), был женат с 1804 года на Джейн Маргарет Дуглас (1779—1859)[3]
- Леди Гарриет Скотт (1 декабря 1780 — 18 апреля 1833), вышла замуж в 1806 году за Уильяма Керра, 6-го маркиза Лотиана (1763—1824)[3].

## Происхождение фамилии Монтегю Дуглас Скотт

### Линия Монтегю
Когда сэр Джон Монтегю, 2-й герцог Монтегю, умер 5 июля 1749 года, его поместье перешло к его дочери, леди Мэри Монтегю, которая была замужем за сэром Джорджем Браденеллом, 4-м графом Кардиганом. Пэрства Монтегю, как и большинство английских пэрств, были ограничены наследниками мужского пола и вымерли вместе со 2-м герцогом. Однако в течение десяти дней после смерти Монтегю граф Кардиган принял имя Монтегю и герб для себя и своих двух детей, чтобы имя Монтегю продолжалось. Семнадцать лет спустя, в 1766 году, король Великобритании Георг III пожаловал ему титулы герцога Монтегю и маркиза Монтермара.
Джордж Монтегю, 1-й герцог Монтегю креации 1766 года, скончался 23 мая 1790 года. У него осталась единственная дочь Элизабет (1743—1827), будущая жена 3-го герцога Баклю. Титул герцога-пэра Монтегю прервался. Элизабет унаследовала только земельные активы Монтегю, включая Баутон-хаус в Уикли, Нортгемптоншир. Как и его тесть, Баклю хотел увековечить фамилию Монтегю и взял фамилию Монтегю Скотт без дефиса.

### Линия Дуглас
Уильям Дуглас, 4-й герцог Куинсберри (1724—1810), никогда не был женат. Когда он умер 23 декабря 1810 года, его титулы и владения перешли к его второму кузену, сэру Генри Монтегю Скотту, 3-му герцогу Баклю, через бабушку сэра Генри, леди Джейн Дуглас, двоюродную сестру герцога Куинсберри. Затем герцог Баклю добавил эту фамилию к своей собственной, образовав незаписанную фамилию Монтегю Дуглас Скотт, которую семья носит и по сей день.

## Карьера
Герцог Баклю был управляющим Королевским банком Шотландии с 1777 по 1812 год. Он был одним из основателей Эдинбургского королевского общества и его первым президентом с 1783 года до своей смерти в 1812 году. Он был лордом-лейтенантом Мидлотиана и Хаддингтона с 1794 по 1812 год. Он также был назначен заместителем лейтенанта Нортгемптоншира 9 мая 1803 года.
В 1778 году, когда Британии угрожало вторжение Франции и Испании во время Американской войны за независимость, он собрал полк обороны в Далките, Южный оборонный полк или «Южный полк обороны» 10 апреля и командовал им в качестве полковника до его расформирования 1 апреля 1783 года. Во время французских революционных войн он создал и командовал добровольческим отрядом, 2-м королевским Эдинбургским добровольческим отрядом, с 1797 года до тех пор, пока шотландское ополчение не было санкционировано парламентом в 1798 году. Затем ему было поручено собрать 10-ю северо-британскую милицию, в которой (как лорд-лейтенант) он назначил себя полковником. Он командовал полком и его преемником Эдинбургским ополчением (графством и городом), а иногда и Шотландской бригадой ополчения до своей отставки в 1811 году.

## Смерть
Генри Скотт, 3-й герцог Баклю, скончался в Далкитском дворце, Мидлотиан, Шотландия, 11 января 1812 года в возрасте 65 лет. Он был похоронен в семейном склепе мемориальной часовни Баклюю в епископальной церкви Святой Марии, Далкит, Мидлотиан. Церковь расположена на Хай-стрит в Далките, у входа в парк Далкит.

## Титулы, почести и награды
- 31 января 1748 — 31 марта 1750: лорд Эскдейл
- 1 апреля 1750 — 21 апреля 1751: граф Далкит
- 22 апреля 1751 — 22 декабря 1810: Его светлость Герцог Баклю[2]
- 1778—1812: генерал-капитан Королевской роты лучников[2]
- 1767: Назначен рыцарем Чертополоха[2]
- 1794: Назначен рыцарем Подвязки (уходит в отставку как рыцарь Чертополоха)[2]
- 1802: Унаследовал лордство Боуленд от шурин его жены, 1-й граф Болье
- 23 декабря 1810 — 11 января 1812: Его светлость Герцог Баклю и Куинсберри[2].

## Титулатура
- 3-й герцог Баклю (с 22 апреля 1751)
- 3-й граф Далкит (с 22 апреля 1751)
- 6-й граф Баклю (с 22 апреля 1751)
- 3-й граф Донкастер (с 22 апреля 1751)
- 3-й лорд Скотт из Тиндалла, Нортумберленд (с 22 апреля 1751)
- 3-й лорд Скотт из Уитчестера и Эскдейлла (с 22 апреля 1751)
- 7-й лорд Скотт из Баклю (с 22 апреля 1751)
- 5-й герцог Куинсберри (с 23 декабря 1810)
- 5-й маркиз Дамфриссшир (с 23 декабря 1810)
- 5-й граф Драмланриг и Самкуар (с 23 декабря 1810)
- 5-й виконт Нит, Тортолволд и Росс (с 23 декабря 1810)
- 5-й лорд Дуглас из Килмоунта, Миддлеби и Дорнока (с 23 декабря 1810).